# Trò lừa dihydro monoxide

Đối tượng của trò lừa, nước, có cấu trúc phân tử gồm hai nguyên từ hydro và một nguyên tử oxy, từ đó có tên dihydrogen monoxide.

Trò lừa dihydro monoxide đề cập tới cách gọi nước bằng tên gọi hóa học không quen thuộc "dihydro monoxide" (DHMO), và liệt kê một số ảnh hưởng của nước theo một cách đáng báo động, như là làm tăng tốc độ ăn mòn (gỉ) và gây nghẹt thở (chết đuối). Trò lừa thường kêu gọi cấm, kiểm soát dihydro monoxide và phân loại nó vào dạng "nguy hiểm". Nó lợi dụng nỗi sợ các chất hoá học, và đã minh họa cho cách mà sự thiếu hiểu biết về khoa học và các phân tích được cường đại hóa có thể dẫn tới những niềm tin và nỗi sợ không đúng chỗ. Trò lừa này đã được thuật lại bằng một số tên gọi khác nhau như hydro hydroxide, dihydro oxide, acid hydroxic, acid hydric, và oxidane.
Trò lừa gây được sự chú ý vào cuối thập niên 1990 khi Nathan Zohner, một học sinh 14 tuổi tại Idaho Falls, Idaho thu thập chữ ký cho một bản kiến nghị phản đối DHMO cho một dự án khoa học của cậu về sự dễ mắc lừa của con người. Câu chuyện này từ đó đã được dùng trong giáo dục khoa học để khuyến khích sự tư duy phản biện và bàn luận về phương pháp khoa học.

## Lịch sử
Một ấn phẩm Cá tháng tư năm 1983 của Durand Express, một tờ báo hàng tuần ở Durand, Michigan, đưa tin rằng "dihydro oxide" đã được tìm thấy trong các ống dẫn nước của thành phố, và đã được cảnh báo là gây chết người nếu hít phải, và có thể tạo ra hơi dày đặc. Lần đầu trò lừa xuất hiện trên Internet được tờ báo Pittsburgh Post-Gazette nhắc tới là cái được gọi là "Liên minh chống Dihydro Monoxide", một tổ chức giả tại UC Santa Cruz sau một số bài đăng và các cuộc thảo luận trên diễn đàn vào năm 1990.
Phiên bản mới này của trò lừa được tạo bởi Eric Lechner, Lars Norpchen, và Matthew Kaufman—cả ba khi đó là bạn cùng phòng và đang học tại Đại học California, Santa Cruz từ 1989–1990, được Craig Jackson hoàn thiện vào năm 1994, và nhận được sự chú ý rộng rãi của công chúng vào năm 1997 khi Nathan Zohner, một học sinh 14 tuổi, thu thập chữ ký vào một bản kiến nghị cấm "DHMO", thực chất là nằm trong dự án khoa học của cậu có tên là "Chúng ta dễ bị mắc lừa như thế nào?"
Trang web gốc của Jackson liệt kê những cảnh báo sau:

Dihydro monoxide:
- còn được gọi là acid hydroxyl, và là thành phần lớn trong mưa acid.
- góp phần vào "hiệu ứng nhà kính".
- có thể gây bỏng nặng.
- góp phần làm xói mòn những cảnh quan tự nhiên của chúng ta.
- làm tăng tốc độ ăn mòn và rỉ sét của nhiều kim loại.
- có thể gây sự cố điện và làm giảm hiệu quả của phanh xe.
- đã được tìm thấy trong các khối u được cắt bỏ từ các bệnh nhân ung thư giai đoạn cuối.

Mặc dù nguy hiểm, dihydro monoxide vẫn thường được dùng:
- làm dung môi và chất làm mát trong công nghiệp.
- trong các nhà máy điện hạt nhân.
- trong quá trình sản xuất xốp.
- làm chất dập lửa.
- trong nhiều nghiên cứu động vật tàn nhẫn.
- trong phun thuốc trừ sâu. Kể cả sau khi rửa, các sản phẩm vẫn sẽ bị nhiễm chất này.
- làm phụ gia trong một số loại "thức ăn vặt" và các sản phẩm thực phẩm khác.

Một bảng chỉ dẫn an toàn hóa chất giả—một danh sách các thông tin về các vật liệu có khả năng gây nguy hiểm được dùng trong nghiên cứu và công nghiệp—cũng đã được tạo ra cho H2O.

## Thuật ngữ phân tử và quy ước gọi tên
Phân tử nước có công thức hóa học là H2O, nghĩa là mỗi phân tử nước gồm hai nguyên tử hydro và một nguyên tử oxy. Thuật ngữ "dihydro monoxide" có nghĩa là "hai hydro, một oxy", tức là đúng như công thức phân tử của nó: tiền tố di- trong dihydro có nghĩa là "hai", tiền tố mon- trong monoxide có nghĩa là "một", và một oxide là một nguyên tử oxy liên kết với một nguyên tử khác theo liên kết ion.
Sử dụng danh pháp hóa học, nhiều tên gọi của nước được cộng đồng khoa học thường xuyên sử dụng. Một số tên như vậy gồm hydro oxide, cũng như cái tên hydrogen hydroxide thường dùng cho các chất kiềm, và một vài cái tên acid khác như acid hydric, acid hydroxic, acid hydroxyl, và acid hydroxilic. Thuật ngữ "acid hydroxyl" được dùng trong văn bản gốc là một tên không theo quy tắc.
Theo phiên bản năm 2005 của danh pháp IUPAC trong hóa học vô cơ, hoàn toàn không có một tên duy nhất nào đúng cho mỗi hợp chất. Mục đích cơ bản của danh pháp hóa học là để đảm bảo mỗi cái tên đều chỉ một cách rõ ràng tới duy nhất một chất. Người ta coi việc đảm bảo cho mỗi chất chỉ có một tên rõ ràng là ít quan trọng hơn, mặc dù số tên gọi được chấp nhận là có giới hạn. Nước là một tên gọi được chấp nhận cho hợp chất này, mặc dù nó không phải là một tên theo quy tắc hay một tên quốc tế và chỉ dùng để chỉ một trạng thái của hợp chất này (dạng lỏng). Các tên gọi khác được IUPAC đề xuất là oxidane, được dùng bởi các nhóm tạo ra trò lừa nói rằng DHMO là một chất hóa học an toàn được dùng trong công nghiệp trong khi lại ẩn ý về các mối nguy hiểm và các thuyết âm mưu của chính phủ.

## Trò lừa DHMO trong đại chúng
- Vào những năm 1989–1990, một vài sinh viên lan truyền một lời cảnh báo về việc nhiễm dihydro monoxide ở khuôn viên Đại học California, Santa Cruz qua các tờ rơi.[7][19]
- Năm 1994, Craig Jackson tạo trang web cho Liên minh chống DHMO.[7][10]
- Trang web Friends of Hydrogen Hydroxide được Dan Curtis Johnson tạo ra; một phần là ngược lại với trang của Liên minh ở trên. Trang này chỉ ra rằng hydro hydroxide "an toàn cho môi trường" và "cải thiện chức năng, sự sinh trưởng và sức khỏe của nhiều dạng sống".[20]
- Năm 1997, Nathan Zohner, một học sinh 14 tuổi tại trường cấp 2 Eagle Rock ở Idaho Falls, Idaho, thu thập được 43 ý kiến đồng ý cấm chất hóa học này, trong số 50 học sinh lớp 9 được khảo sát. Zohner nhận được giải nhất tại hội chợ khoa học Greater Idaho Falls vì khảo sát của cậu.[3] Để ghi nhận thí nghiệm của cậu, nhà báo James K. Glassman đã sáng tạo thuật ngữ "Zohnerism" để chỉ "việc sử dụng một sự thật để dẫn dắt công chúng không hiểu biết về khoa học và toán học tới kết luận sai".[21]
- Năm 1998, lấy cảm hứng từ trang web của Jackson và nghiên cứu của Zohner, Tom Way tạo một trang web tại địa chỉ DHMO.org, trong đó có liên kết tới một số trang chính thống như Cơ quan Bảo vệ Môi trường và Viện Y tế Quốc gia.
- Ngày 1 tháng 4 năm 1998 (ngày Cá tháng tư), một thành viên Quốc hội Úc công bố chiến dịch cấm dihydro monoxide toàn cầu.[22]
- Vào năm 2001, một nhân viên của văn phòng Đại biểu Quốc hội Đảng Xanh New Zealand Sue Kedgley trả lời yêu cầu ủng hộ một chiến dịch cấm dihydro monoxide rằng cô "hoàn toàn ủng hộ chiến dịch chống lại thứ chất độc hại này". Sự việc đã bị chỉ trích trong một cuộc họp báo của Đảng Quốc gia,[23] một Đại biểu Quốc hội trong chính đảng này sáu năm sau lại bị mắc lừa y hệt.[24]
- Năm 2002, người dẫn talk show trên radio Neal Boortz có nhắc tới việc hệ thổng nước của thành phố Atlanta đã được kiểm tra và phát hiện bị nhiễm dihydro monoxide, và chuẩn bị liên hệ các mối nguy hiểm đi kèm với chất "nguy hiểm" này. Một đài truyền hình địa phương thậm chí còn đưa tin về 'bê bối' này. Một người đại diện cho hệ thống nước của thành phố nói với các phóng viên rằng lượng dihydro monoxide trong hệ thống không còn vượt quá mức luật cho phép.[25]
- Ý tưởng này đã được dùng trong một phần của một tập trong chương trình Penn & Teller: Bullshit! của Penn & Teller, trong đó nữ diễn viên Kris McGaha cùng đoàn làm phim thu thập chữ ký từ những người tự cho là "các nhà môi trường có quan tâm" cho một bản kiến nghị cấm DHMO.[26]
- Vào tháng 3 năm 2004, thành phố Aliso Viejo, California suýt chút nữa thì cân nhắc cấm sử dụng các thùng xốp tại một sự kiện do thành phố tài trợ vì dihydro monoxide là một phần trong quá trình sản xuất chúng. Một trợ lý luật sư đã yêu cầu hội đồng thành phố lên kế hoạch cho việc này; sau đó anh cho biết việc này là do nghiên cứu kém.[27] Dự luật được rút khỏi kế hoạch trước khi được đưa ra biểu quyết, nhưng lại chỉ sau khi thành phố nhận nhiều chỉ trích.[3]

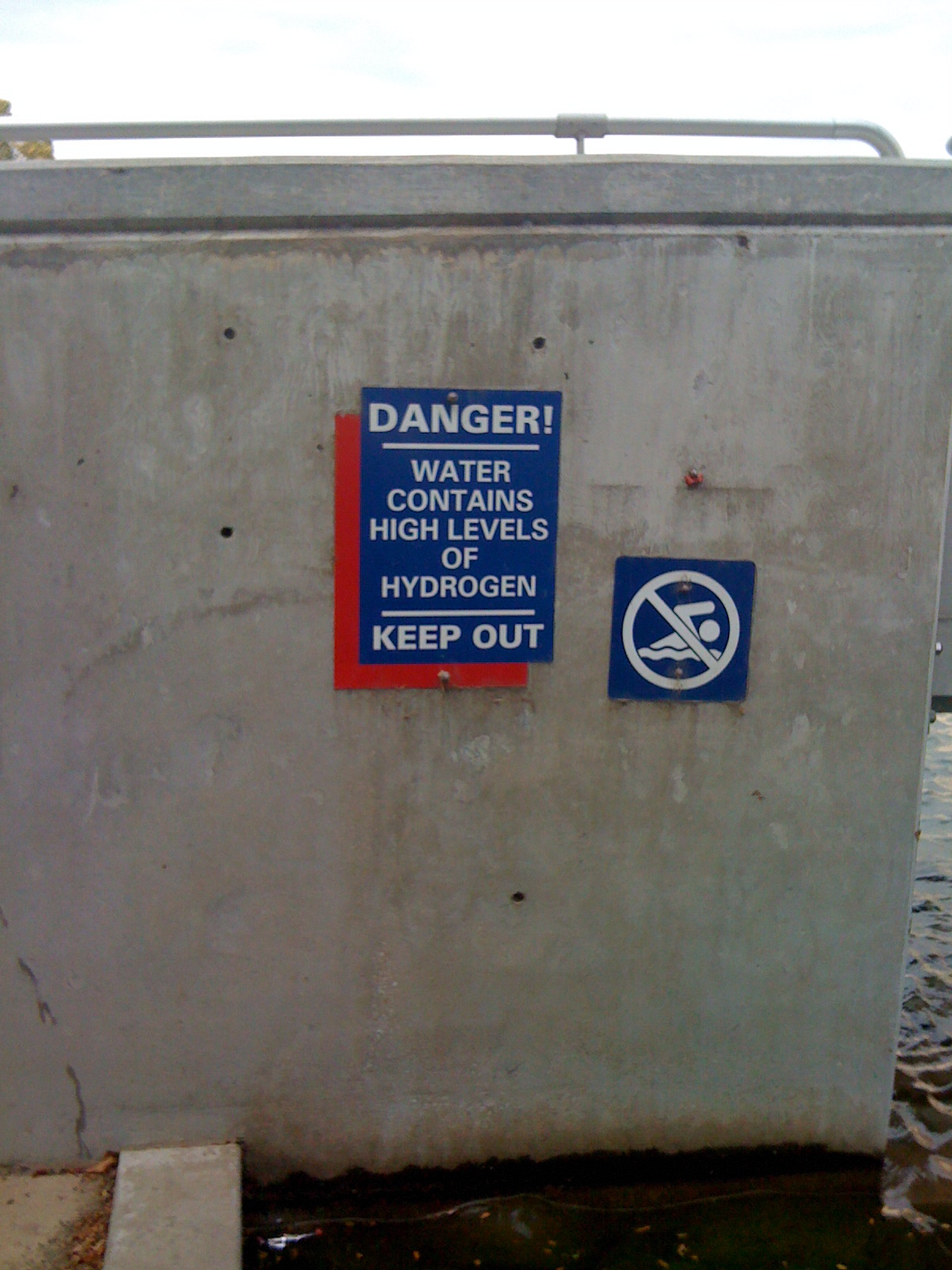
Biển cảnh báo hài hước tại Louisville, Kentucky
- Năm 2006, tại Louisville, Kentucky, David Karem, giám đốc điều hành của tập đoàn Waterfront Development Corporation, một công ty công cộng điều hành Công viên Waterfront, muốn ngăn cản khách dùng một đài phun nước công cộng lớn làm chỗ tắm. "Dựa theo sự thiếu hiểu biết về hóa học của nước", ông đặt một tấm biển ghi: "CẢNH BÁO! – NƯỚC CÓ CHỨA LƯỢNG HYDRO LỚN – TRÁNH XA".[28]
- Thi thoảng, các kiến nghị trên trang mạng của Chính phủ Anh về vấn đề này lại bị đóng hoặc từ chối.[29]
- Năm 2007 Jacqui Dean, Đại biểu Quốc hội đảng Quốc gia New Zealand, bị mắc lừa, viết một lá thư tới Trợ lý Bộ trưởng Y tế Jim Anderton hỏi rằng "Liệu Hội đồng Chuyên gia Cố vấn về Thuốc có định cấm loại thuốc này không?"[24][30][31]
- Ngày 1 tháng 4 năm, một Đại biểu Quốc hội thuộc đảng Bảo thủ Canada, Andrew Scheer, dùng trò lừa DHMO làm "thông cáo truyền thông" trên trang web của ông cho ngày Cá tháng tư, trong đó ông khẳng định đã đưa ra dự luật cấm chất này khỏi tất các các tòa nhà chính phủ liên bang.[32]
- Vào tháng 2 năm 2011, trong chiến dịch tranh cử bầu cử quốc hội Phần Lan, một ứng dụng giúp tìm ứng viên phù hợp cho người dùng đã hỏi các ứng viên liệu sự có mặt của "acid hydric hay còn gọi là dihydro monoxide" có nên bị cấm không. 49% ứng viên trả lời ủng hộ.[33]
- Vào thàng 4 năm 2013, hai người dẫn radio tại đài Gator Country 101.9, một đài phát thanh tại Quận Lee, Florida, nói với khán giả rằng dihydro monoxide đã xuất hiện trong nước máy nhà họ để chơi khăm nhân dịp Cá tháng tư và đã bị đình chỉ vài ngày.[34][35] Trò đùa khiến một vài khách hàng gọi điện tới công ty cung cấp nước địa phương, sau đó công ty đã thông báo rằng nước vẫn an toàn.[36]